# ラブ★スマッシュ!
『ラブ★スマッシュ!』は、2002年1月17日にディースリー・パブリッシャーが発売したPlayStation 2用のテニスゲームである。開発はヒューネックス。
続編として、『ラブ★スマッシュ!5 〜テニスロボの反乱〜』が存在する。

## 概要
『SIMPLE2000シリーズ Ultimate』の1作目である。当初は前年11月22日に6800円（税別）での発売が予定されていたが、本作の発売延期と共にSIMPLE2000シリーズ Ultimateの立ち上げと、その第一弾としてこのソフトを位置づけることが発表された。かくして、本作は価格を大きく引き下げた2000円（税別）での発売が行われることとなった。
タイトルに付けられている「ラブ」は元々テニスの０点を意味するラブと引っ掛けて付けられたネーミングであったが、『ラブ★マージャン!』『ラブ★ピンポン!』など、本作以降SIMPLE2000シリーズ Ultimate内で「ラブ★」と名のついたゲームがシリーズ化された。
後にディースリー・パブリッシャーを代表するキャラクターとなった双葉理保の、初の単独ゲスト出演作でもある。

## ストーリー
裏世界で数年に一度行われる、世界の主導国を決める大会。今回の大会で題材として選ばれたのはテニスであった。各国の強豪テニスプレイヤー（と、双葉理保）が参加し、試合の火蓋が切られた。

## ゲームシステム
ゲームには主に、操作キャラクター以外のキャラクターと総当たりで戦う「トーナメントモード」と、形式を自由に選んで一戦だけ行うことができる「エキシビジョンモード」がある。オプションでは3段階の難易度設定や、先取ゲーム数の設定が可能。
○、×、□の各ボタンで三種のショットの打ち分けができる。サーブの時に十字キーを任意の方向に入力することでコースの打ち分けが可能。また、試合中には画面左下にあるゲージが溜まってゆき、溜まりきったゲージを消費することで「スペシャルアタック」と呼ばれる必殺技を発動することができる。ダブルスの時は１つのゲージを共有することになる。
トーナメントモードをクリアすることで、使用したキャラクターのコスチュームが一つ追加される。スーツやチャイナドレスといった追加されたコスチュームはゲームで使用するほかに、エクストラモードで鑑賞できる。
視点は「キャラ後方」「コート後方」「見下ろし」の3種類。

## 登場キャラクター
呉美齢（うー めいりん）：中国
声 - 野田順子
18歳 身長158cm B90･W58･H86
タイプ：スピード　スペシャルアタック：背転球
ウェイトレスとして働く女の子。育ての父である雑技団の団長に依頼され大会に参加する。
武田輝（たけだ あきら）：日本
声 - 私市淳
17歳 身長175cm
タイプ：ノーマル　スペシャルアタック：爆炎弾
様々な運動部で活躍した体育会系の高校生。大会には国から命を受けた学校の頼みで参加した。
双葉理保（ふたば りほ）：日本
声 - 後藤邑子
16歳 身長160cm B95･W59･H85
タイプ：ノーマル　スペシャルアタック：飛んでけー
現役女子高生のグラビアアイドル。なぜか依頼状が届き、大会に参加することになった。
シャルル・レノ：フランス
声 - 置鮎龍太郎
19歳 身長185cm
タイプ：テクニカル　スペシャルアタック：Cool Bomb
トップモデルとして活躍し、テニスの腕も優秀。友人のプロテニスプレーヤーの代わりとして参加。
ジェニー・フォスター：アメリカ
声 - 永島由子
23歳 身長165cm B95･W57･H88
タイプ：パワー　スペシャルアタック：Patriot Cannon
アメリカ海軍の軍人。軍上層部からの命令によって大会に参加。
ジャック・Ｋ・マンソン：イギリス
声 - 緑川光
22歳 身長180cm
タイプ：スピード　スペシャルアタック：Quick Ray
元天才プロテニスプレーヤー。2年前パンクロッカーに転向したが、英国王家から依頼を受け参加。
ツェツィーリア・ロートリンゲン：ドイツ
声 - 金月真美
20歳 身長170cm B85･W56･H85
タイプ：テクニカル　スペシャルアタック：Tornado Counter
ドイツ貴族の令嬢。英才教育の一環であるテニスの腕を見込まれ、父親を通して参加を依頼された。
レフトフック・スミス：アメリカ
声 - 稲田徹
34歳 身長201cm
タイプ：パワー　スペシャルアタック：Lightning Impact
裏世界では名の知れたバウンサー。大会には、エージェントの依頼で参加した。
エル・ティラーノ：メキシコ
声 - 郷里大輔
年齢不明 身長192cm
タイプ：スーパー　スペシャルアタック：
隠しキャラクター。大柄なルチャドール。
ブルー：不明
声 - 藤巻恵理子
14歳 身長150cm B80･W54･H82
タイプ：スーパー　スペシャルアタック：Vanishing Sniper
隠しキャラクター。わずか14歳でありながら、組織の秘密工作員として動いている。